# Pertamina
Pertamina – indonezyjski państwowy koncern naftowy. Został założony w 1957 r. pod nazwą Permina; po połączeniu z Pertamin (1968 r.) zmienił nazwę na Pertamina.